# Ia Kdăm
Ia Kdăm là một xã thuộc huyện Ia Pa, tỉnh Gia Lai, Việt Nam.
Xã Ia Kdăm có diện tích 132,27 km², dân số năm 1999 là 2.380 người, mật độ dân số đạt 18 người/km².